# Specie tip
În taxonomie, specia tip e o frază tehnică, menită să furnizeze nume formale (biologice, nomenclatură binomială). Foarte pe scurt, este specia care fixează (adică atașează permanent) un gen la numele său formal (numele său generic).

## În zoologie
În nomenclatura zoologică aceasta e regulată de articolul 42.3 al Codului Internațional de Nomenclatură Zoologică, tipul purtător de nume a numelui unui gen sau subgen (un nume grup-gen) este specia tip. În Glosar, este definită ca
Specia nominală care este tipul purtător de nume a unui gen sau subgen nominal.
Numele speciei este la rândul lui fixat de un tip de specimen. În mod ideal, fiecare gen denumit sau subgen ar trebui să aibă o specie tip, dar în practică există serie întreagă de nume fără specie tip.

## În botanică
În botanică specia tip este doar on frază informativă. În nomenclatura botanică, tipul unui nume, a unui gen sau după caz, este un specimen (sau ilistrație) (CINB, articolele 10.1, 8.1 și 10.4). În cazul numelui unui gen (sau subdiviziune a unui gen) acest tip va fi de obicei tipul unei specii incluse, și poate fi indicat de numele acestei specii ( Art 10.1). Această specie este uneori numită specia tip, dar această frază nu are nici un statut formal in botanică.